# Rue Henri Maus
La rue Henri Maus est une rue liégeoise qui va de la rue Bassenge à la rue de Tilleur dans le quartier du Laveu.

## Histoire
C’est une rue très ancienne, elle existe déjà depuis longtemps quand le 7 août 1863, le conseil communal liégeois détermine pour elle un plan d'alignement. C’est le 20 juillet 1903 qu'on vote un plan qui prolonge cette rue jusqu'à la rue de Tilleur sur douze mètres de largeur. Le 4 mai 1908, le plan est modifié de façon à porter cette largeur à vingt mètres pour la partie entre la rue Chauve-Souris et la rue de Tilleur. Cette section devait former la continuation directe du grand boulevard circulaire. Jusqu'en 1889, la rue est connue sous le nom de Haut Laveu. C'est le 29 juillet de cette année-là qu’elle est appelée rue Henri Maus, en hommage à l'ingénieur namurois auteur des plans inclinés d'Ans à Liège.

### Effondrement du 5 mai 1881
Le 5 mai 1881, le charbonnage de la Haye s’y effondre en entraînant dans sa chute plusieurs maisons. La rue est alors obstruée à partir de la rue Lambinon. Durant plusieurs mois, on se sert d’un étroit passage qui a été pratiqué pour se rendre rue Chauve-Souris. L’année suivante, la société des Charbonnages de la Haye fait établir une voie ferrée partant de son siège de Saint-Gilles et aboutissant au siège Piron pour déverser les schistes extraits de ses puits, car la ville ne permet plus de les déposer au Laveu.
Un autre travail s’impose depuis de longues années à l'entrée de la rue : l’élargissement du viaduc. Craignant les tassements du terrain par suite des travaux houillers, les autorités se range en 1913 à un projet de viaduc métallique sur piles en granit. L’exécution en avait été entreprise en juillet 1914, quand quelques jours plus tard la déclaration de guerre vient suspendre à nouveau la réalisation de ce travail d’utilité publique. Le viaduc n’a été exécuté qu'en 1925.

## Situation et description
Cette artère marque la limite nord du quartier du Laveu. Longue d'environ 1 550 m, la rue s'élève parallèlement à la rue Saint-Gilles (au nord) et à la rue du Laveu (au sud) pour rejoindre les hauteurs de la ville à Saint-Gilles. La partie supérieure de la rue, qui opère deux virages en épingle à cheveux, traverse une petite zone boisée non habitée. La rue compte environ 275 habitations.

## Architecture
La rue possède quelques immeubles de style Art nouveau aux nos 44 (architecte Joseph Nusbaum), 56/58 (maisons Joachims, architecte Victor Rogister, sgraffites de chats, 1903), 72 (architecte A. Denoël, 1908) et 167 (maison Demblon, architecte Joseph Nusbaum).
Une maison de style moderniste datée de 1936 et réalisée par l'architecte J. Minguet se situe au n° 162.

## Voies adjacentes
- Rue Bassenge
- Rue Louis Boumal
- Rue d'Omalius
- Rue Laurent de Koninck
- Rue Schmerling
- Rue Lambinon
- Rue Chauve-Souris
- Boulevard Louis Hillier
- Boulevard Gustave Kleyer
- Rue de Tilleur